# Barbara Unmüßig

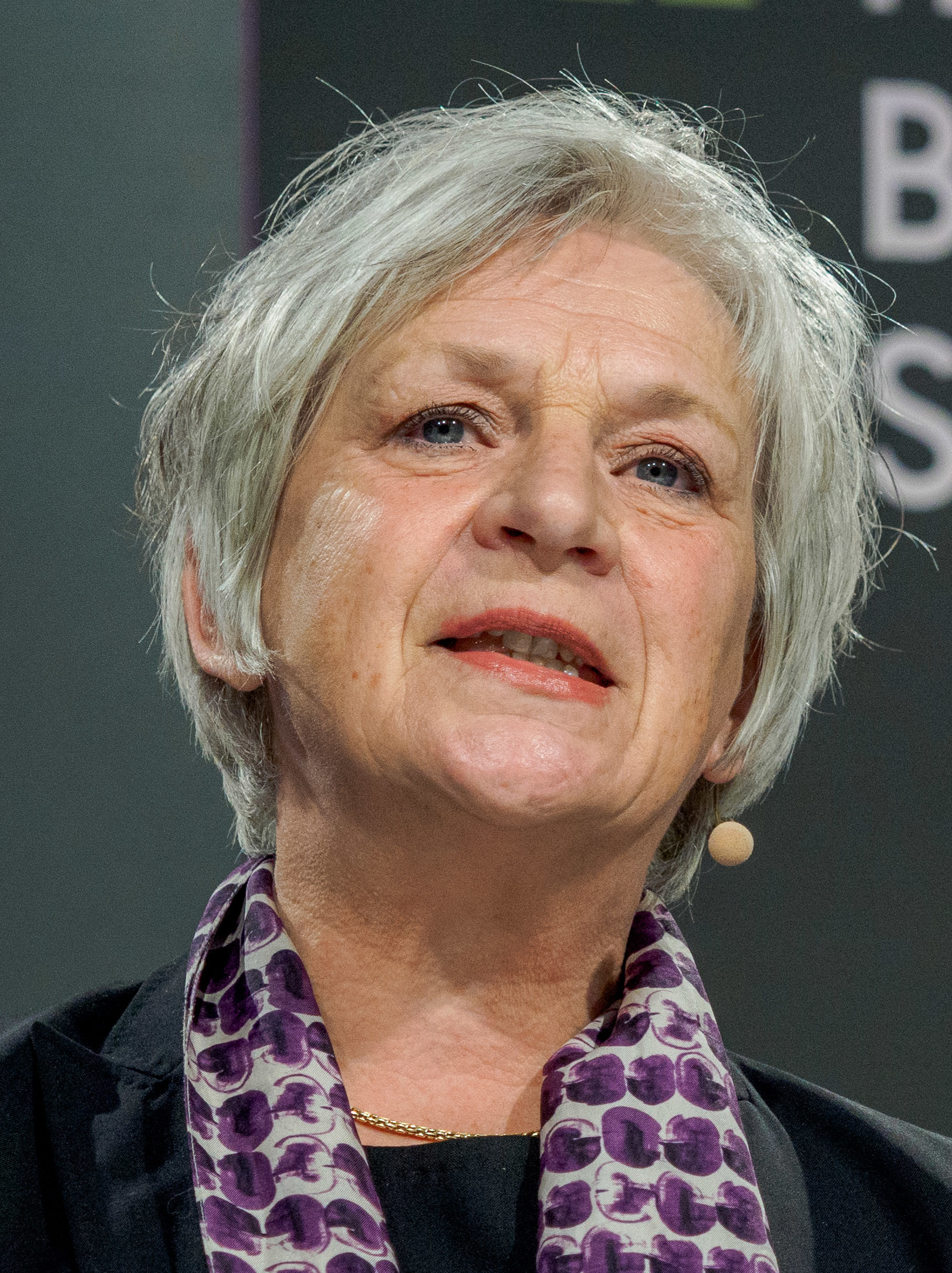
Barbara Unmüßig (2021)

Barbara Unmüßig (* 1956 in Freiburg im Breisgau) ist eine deutsche Politologin und von 2002 bis 2022 Vorstand der Heinrich-Böll-Stiftung.

## Biografie
Unmüßig wuchs als Arbeiterkind auf und studierte Politische Wissenschaft an der Freien Universität Berlin. Im Jahre 1983 wurde sie Redakteurin der nord-süd-politischen Zeitschrift blätter des iz3w und wissenschaftliche Mitarbeiterin der Aktion Dritte Welt e.V. in Freiburg.
Ab 1985 war sie wissenschaftliche Mitarbeiterin der Abgeordneten Uschi Eid und bis 1990 des Abgeordneten Ludger Volmer der Grünen im Bundestag mit den Schwerpunkten Nord-Süd-Politik und Internationale Umweltpolitik.
1990 gründete sie die Organisation Weltwirtschaft, Ökologie und Entwicklung e.V. (WEED) und war ab 1993 – bis zu ihrem Ausscheiden 2002 – deren Geschäftsführende Vorstandsvorsitzende. Bis heute ist sie Mitherausgeberin des Informationsbriefes Weltwirtschaft & Entwicklung.
1991 wurde Unmüßig Leiterin einer Projektstelle der UN-Konferenz Umwelt und Entwicklung (UNCED), des Deutschen Naturschutzrings (DNR) und des Bundes für Umwelt und Naturschutz Deutschland (BUND) zur Vorbereitung des Gipfels in Rio de Janeiro 1992. Außerdem beteiligte sie sich an der UN-Konferenz Umwelt und Entwicklung in Rio de Janeiro.
2000 war sie Mitgründerin des Deutschen Instituts für Menschenrechte (DIMR) und war von 2001 bis 2016 Mitglied im Kuratorium, seit 2009 stellvertretende Kuratoriumsvorsitzende.
Seit 2009 ist sie Jurymitglied des Helene-Weber-Preises für Nachwuchskommunalpolitikerinnen.
Seit 2013 ist Barbara Unmüßig Mitglied im Kuratorium von forum Nachhaltig Wirtschaften, ein Magazin, das sich für die nachhaltige Gestaltung der Zukunft starkmacht.
Seit 2016 ist Barbara Unmüßig Beiratsmitglied des Arnold-Bergstraesser-Instituts.
Sie war seit 1996 Mitglied der Mitgliederversammlung und von 1996 bis 2001 Aufsichtsratsvorsitzende der Heinrich-Böll-Stiftung in Berlin. Von 2002 bis 2022 war sie Vorstand der Heinrich-Böll-Stiftung, zunächst gemeinsam mit Ralf Fücks und ab Juli 2017 gemeinsam mit Ellen Ueberschär.

## Vorstand der Heinrich-Böll-Stiftung
Barbara Unmüßig war seit 2002 Vorstand der Heinrich-Böll-Stiftung.
Sie verantwortete die internationale Arbeit der Stiftung in Lateinamerika, Afrika, Asien und im Nahen Osten & Nordafrika sowie des Gunda-Werner-Instituts für Feminismus und Geschlechterdemokratie. Die thematischen Schwerpunkte der Stiftung gerechte Globalisierung, Menschen- und Frauenrechte, internationale Klima-, Ressourcen- und Agrarpolitik sowie Demokratiepolitik wurden von ihr strategisch verantwortet.
Sie war die Juryvorsitzende des Anne-Klein-Frauenpreises, den die Heinrich-Böll-Stiftung seit 2012 jährlich an Frauen vergibt, die sich durch herausragendes Engagement, Mut und Zivilcourage für die Verwirklichung von Geschlechterdemokratie, den Rechten und der Selbstbestimmung von Lesben, Schwulen, Trans- und Intersexuellen auszeichnen.

## Veröffentlichungen
Barbara Unmüßig bringt sich aktiv und regelmäßig in die Debatte über Strategie und Programm von Bündnis 90/Die Grünen ein zu Fragen der globalen Gerechtigkeit, Umwelt- und Klimapolitik, Geschlechterpolitik sowie Entwicklungspolitik.
Sie veröffentlicht regelmäßig Buch-, Rede- und Zeitschriftenbeiträge zu Fragen internationaler Klima- und Umweltpolitik, Global Governance, globaler Gerechtigkeit, Menschenrechts-, Geschlechter- und Demokratiepolitik. Zuletzt hat sie gemeinsam mit Lili Fuhr und Thomas Fatheuer das Buch „Kritik der Grünen Ökonomie“ veröffentlicht.